# Enoch Haquini Cringelius
Enoch Haquini Cringelius, född 1559 i Eksjö, död 8 november 1632 i Vadstena församling, han var en svensk kyrkoherde i Vadstena församling.

## Biografi
Cringelius föddes 1559 i Eksjö. 1590 prästvigdes han och blev samma år komminister i Kumla församling. Cringelius blev 1596 kyrkoherde i Svanshals församling. 1614 blev han kontraktsprost i Lysings kontrakt. 1615 blev han kyrkoherde i Vadstena församling och samma år kontraktsprost i Aska och Dals kontrakt. Cringelius avled 8 november 1632 i Vadstena. Han begravdes i Vadstena klosterkyrka.
Cringelius skrev under på Uppsala möte 1593.

### Familj
Cringelius gifte sig med Malin Nilsdotter (död 1614). De fick tillsammans dottern Anna som gifte sig med kyrkoherden Israel Praetorius i Habo församling.

### Gravsten
Cringelius begravdes i Vadstena klosterkyrka. 1829 kastades hans gravsten ut ur kyrkan. Inskriften på stenen lyder:
| ” | Här wnder ... i Herranom afsomnade then 8 novembris åhr 1632 så ock hans Elskeligha käre hvstro Hederlig Gvdfruchtigh och dygdesam H. Malin Nilsdotter hwilken i Herranom afsomnade then 17 Maij åhr 1614. Gvdh theres siälar ewinnerligha beware, Amen. | „ |